# Východočínská pedagogická univerzita
Východočínská pedagogická univerzita (čínsky v českém přepisu Chua-tung š’-fan ta-süe, pchin-jinem Huádōng Shīfàn Dàxué, znaky zjednodušené 华东师范大学, tradiční 華東師範大學) je univerzita v Šanghaji v Čínské lidové republice. Jméno odkazuje k původnímu účelu, s kterým v roce 1951 vznikla, totiž pro výuku učitelů, ale poměrně záhy se začala věnovat i vědeckému výzkumu a původní zaměření ztratila. Její dějiny sahají dál než do roku 1951, neboť vznikla sloučením dvou starších univerzit: univerzity Svatého Jana (založené v roce 1879) a od ní odštěpené univerzity Kuang chua.
Univerzita má přes třicet tisíc studentů.

## Kampusy
Historický kampus univerzity sídlí v obvodě Pchu-tchuo, větší a modernější kampus je v obvodě Min-chang.

## Významní absolventi
- Čou Jou-kuang (1906–2017), ekonom a jazykovědec
- Liou Siang (* 1983), překážkový běžec